# Công tố tinh anh
Công tố tinh anh (tiếng Trung: 公诉精英; bính âm: Gōngsù jīngyīng) là bộ phim truyền hình đầu tiên của Trung Quốc về nữ công tố viên, dựa trên các vụ án tội phạm mạng có thật, do Viện Kiểm sát Nhân dân Tối cao Trung Quốc sản xuất. Các diễn viên Địch Lệ Nhiệt Ba, Đồng Đại Vi, Cao Hâm, Vưu Tĩnh Như đóng chính. Bộ phim khai máy ngày 08 tháng 03 năm 2022 tại Thành Đô và đóng máy ngày 18 tháng 06 năm 2022.

## Phát sóng
| Kênh           | Quốc gia   | Thời điểm phát sóng | Lịch chiếu | Ghi chú |
| Chiết Giang TV | Trung Quốc | 29/05/2023          | 19h30(GMT+8) các ngày trong tuần. Chủ nhật - thứ 2 - thứ 3 - thứ 4 - thứ 5, mỗi ngày phát sóng 2 tập. Thứ 6 - thứ 7, mỗi ngày phát sóng 1 tập.                                                                             |         |
| Bắc Kinh TV    | Trung Quốc | 29/05/2023          | 19h30(GMT+8) các ngày trong tuần. Chủ nhật - thứ 2 - thứ 3 - thứ 4 - thứ 5, mỗi ngày phát sóng 2 tập. Thứ 6 - thứ 7, mỗi ngày phát sóng 1 tập.                                                                             |         |
| IQIYI          | Trung Quốc | 29/05/2023          | Hội viên VIP: 22h(GMT+8) các ngày trong tuần. Chủ nhật - thứ 2 - thứ 3 - thứ 4 - thứ 5, mỗi ngày cập nhật 2 tập. Thứ 6 - thứ 7, mỗi ngày cập nhật 1 tập. Tài khoản thường: Bắt đầu từ 30/05/2023, mỗi ngày cập nhật 1 tập. |         |
| Tencent Video  | Trung Quốc | 29/05/2023          | Hội viên VIP: 22h(GMT+8) các ngày trong tuần. Chủ nhật - thứ 2 - thứ 3 - thứ 4 - thứ 5, mỗi ngày cập nhật 2 tập. Thứ 6 - thứ 7, mỗi ngày cập nhật 1 tập. Tài khoản thường: Bắt đầu từ 30/05/2023, mỗi ngày cập nhật 1 tập. |         |
| WeTV           | Việt Nam   | 29/05/2023          | Hội viên VIP: 21h(GMT+7) các ngày trong tuần. Chủ nhật - thứ 2 - thứ 3 - thứ 4 - thứ 5, mỗi ngày cập nhật 2 tập. Thứ 6 - thứ 7, mỗi ngày cập nhật 1 tập. Tài khoản thường: Bắt đầu từ 30/05/2023, mỗi ngày cập nhật 1 tập. |         |

## Tóm tắt
Bộ phim là câu chuyện về An Ni (do Địch Lệ Nhiệt Ba thủ vai), sinh viên đứng đầu của một trường Đại học Luật danh tiếng. Sau khi gia nhập Viện Kiểm sát, cô được phân công làm việc tại Ban Kiểm sát số 4 thần bí.
Đối mặt với hàng loạt vụ án tội phạm mạng có loại hình hoạt động mới khó giải quyết, cô và các đồng sự kiểm sát viên chuẩn xác khóa chặt các manh mối phạm tội, tích cực phát huy năng lực kiểm sát. Dưới sự hợp tác của đội trưởng Cảnh sát hình sự Hà Lục Nguyên (do Đồng Đại Vi thủ vai), họ cùng nhau truy tìm manh mối xuyên biên giới, trải qua nhiều gian khổ, tìm đến chân tướng, đem những nghi phạm ẩn tàng sâu lần lượt từng người một bắt giữ quy án.
Kiểm sát viên An Ni với năng lực công tố vô cùng xuất sắc trước tòa án, buộc các nghi phạm phải cúi đầu nhận tội, phát huy toàn diện tác phong chuyên nghiệp của các nữ kiểm sát viên thời đại mới.

## Phân vai

### Nhân vật chính
| Diễn viên        | Vai diễn      | Giới thiệu |
| Địch Lệ Nhiệt Ba | An Ni         | Kiểm sát viên Sinh viên xuất sắc, kiên định với công lý và chính nghĩa, vô cùng có cá tính, khéo ăn khéo nói. Là một kiểm sát viên có đầy đủ năng lực để thực hiện toàn diện chức năng khác nhau của công việc kiểm sát, là người có tiềm năng phát triển mạnh mẽ trong lứa kiểm sát viên trẻ tuổi. |
| Đồng Đại Vi      | Hà Lục Nguyên | Đội trưởng cảnh sát hình sự Một viên cảnh sát với vẻ ngoài thờ ơ lạnh nhạt, nhưng nội tâm lương thiện ấm áp. Cùng An Ni là một đôi hoan hỷ oan gia. |

## Nhạc phim
| STT | Nhan đề                           | Phổ lời        | Phổ nhạc                       | Ca sĩ        | Thời lượng |
| --- | --------------------------------- | -------------- | ------------------------------ | ------------ | ---------- |
| 1.  | "Tựa như bó đuốc (如炬)"          | Triệu Tố Ngưng | Hàn Tông Yến, Lư Toàn Thụy     | Lưu Tư Tư    |            |
| 2.  | "Người giữ lửa (执火的人)"        | Trần Dữ Ngôn   | Trịnh Nhiên Huân, Phác Tuấn Tú | Tả Kì Bạch   |            |
| 3.  | "Người từng trải (亲历者)"        | Vu Hiểu Minh   | BEN Tiểu Dạng                  | Châu Toàn    |            |
| 4.  | "Chương nhạc vận mệnh (命运乐章)" | Trương Sướng   | Tần Dương                      | Sa Bảo Lượng |            |

## Hoạt động quảng bá
- Ngày 22 tháng 04 năm 2022, tài khoản  Weibo chính thức của đoàn làm phim công bố danh sách dàn diễn viên chính cùng ảnh tạo hình nhân vật.
- Ngày 23 tháng 04 năm 2022, đoàn làm phim tiếp tục công bố danh sách dàn diễn viên phụ cùng ảnh tạo hình nhân vật.
- Ngày 21 tháng 06 năm 2022, đoàn làm phim công bố poster mới của phim và trailer đầu tiên.
- Ngày 10 tháng 09 năm 2022, đoàn làm phim đăng tải video dàn diễn viên chính của bộ phim chúc Tết Trung thu.